# Willie Jackson (Politiker)

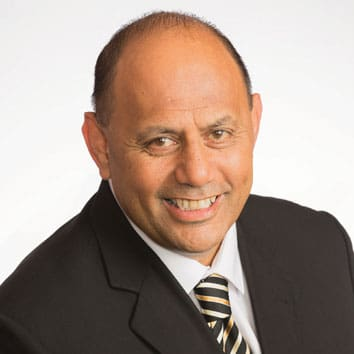
Willie Jackson (2020)

William Wakatere Jackson, in der Öffentlichkeit als Willie Jackson bekannt, (* 1961 in Neuseeland) ist ein ehemaliger neuseeländischer Radio- und Fernsehmoderator. Heute ist er ein Politiker der New Zealand Labour Party.

## Leben
William Wakatere Jackson wurde 1961 als Sohn der Eheleute Bob Jackson und June Jackson geboren. Seine Mutter war Leiterin der Manukau Urban Māori Authority und langjähriges Mitglied des New Zealand Parole Board (Begnadigungsausschuss).
Im Alter von 21 Jahren wurde Jackson der jüngste Gewerkschaftsvorsitzende, den es je bei der Gewerkschaft der Freezing Works Union in Neuseeland gab.

## Berufliche Tätigkeit
Bevor Jackson in die Politik ging, arbeitete er zunächst als Gewerkschaftsorganisator, als Geschäftsführer einer Plattenfirma, als Rundfunksprecher, als Sport-Radiomoderator und als Anwalt der urbanen Māori.

## Politische Karriere
Im Jahr 1999 kandidierte Jackson als Mitglied der Alliance Party für einen Sitz im New Zealand Parliament und konnte auf Platz 9 der Liste seiner Partei am 27. November 1999 ins Parlament einziehen. Er behielt den Sitz bis zur Abwahl seiner Partei zur nächsten Parlamentswahl, die am 22. Juli 2002 stattfand. Anschließend wandte er sich wieder der Tätigkeit als Moderator für Radio- und Fernsehprogramme zu.
Als Jackson im Jahr 2017 zur Parlamentswahl von der New Zealand Labour Party für eine Kandidatur für einen Parlamentssitz umworben wurde, stand die Frage für ihn im Raum, ob er die in ihn gesetzten Erwartungen, viele der rund 150.000 in Auckland lebenden Māori zur Wahl zu bewegen, erfüllen kann. Er beendete seine Arbeit bei RadioLIVE und seine Beiträge in der Marae-Sendung von TV One, trat der Labour Party bei und ließ sich auf einem sicheren Listenplatz für die Parlamentswahl aufstellen.

### Ministerämter in der Regierung Ardern
Als Labour unter der Führung von Jacinda Ardern die Parlamentswahl 2017 gewann, holte sie Jackson, ohne Mitglied des 1. Kabinett zu sein für folgende Ministerposten in ihre Regierung:
| Minister                                 | vom              | bis              |
| ---------------------------------------- | ---------------- | ---------------- |
| Minister of Employment                   | 26. Oktober 2017 | 6. November 2020 |
| Associate Minister for Māori Development | 26. Oktober 2017 | 6. November 2020 |
| Associate Minister for ACC               | 28. Juni 2019    | 6. November 2020 |

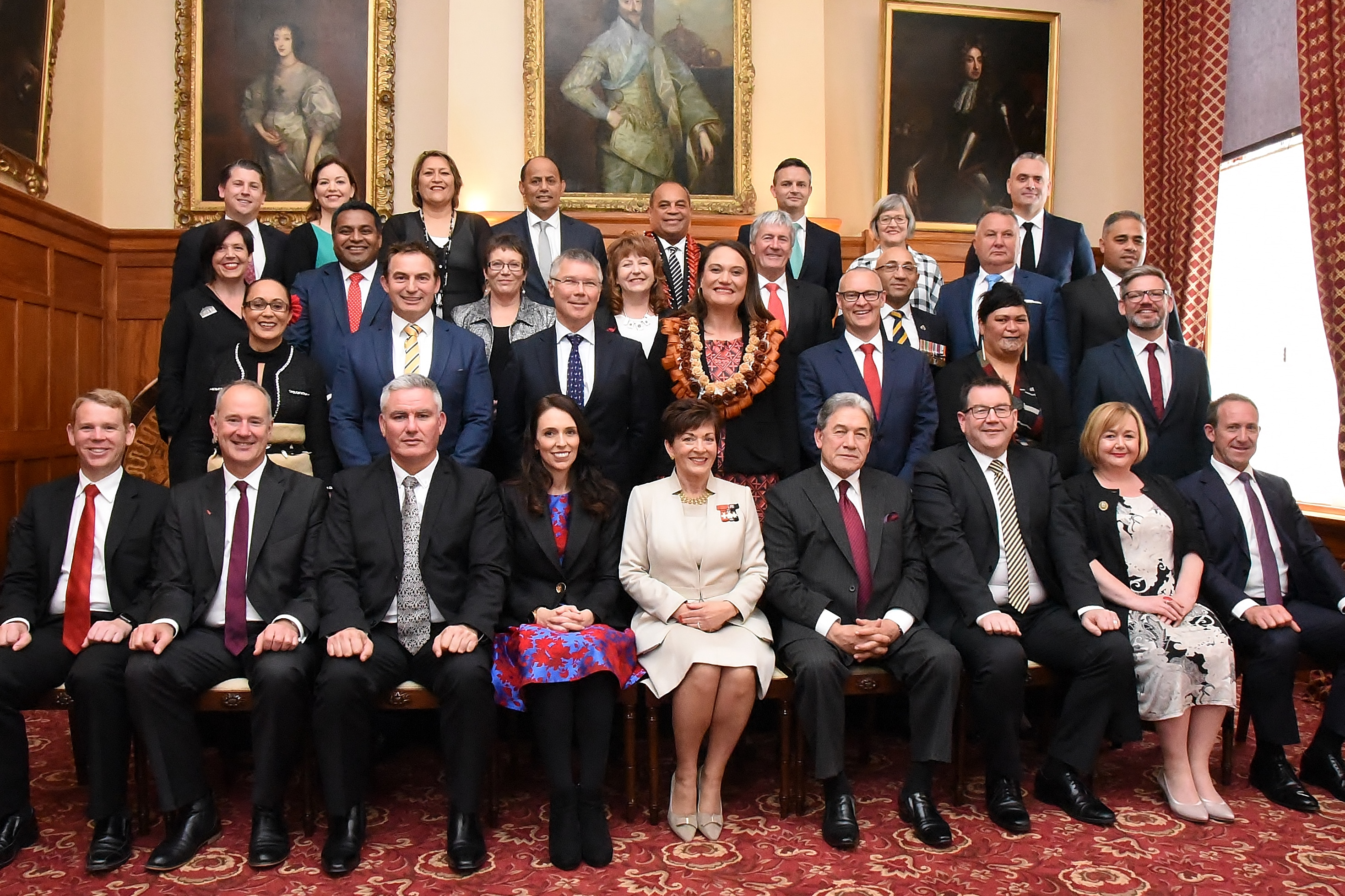
Willie Jackson (2017)
4. von links in der letzten Reihe

Nach der Wiederwahl von Labour im November 2020 bildete Ardern ihre Regierung um. Jackson wurde Mitglied des 2. Kabinett und wurde mit folgenden Ministerposten betraut:

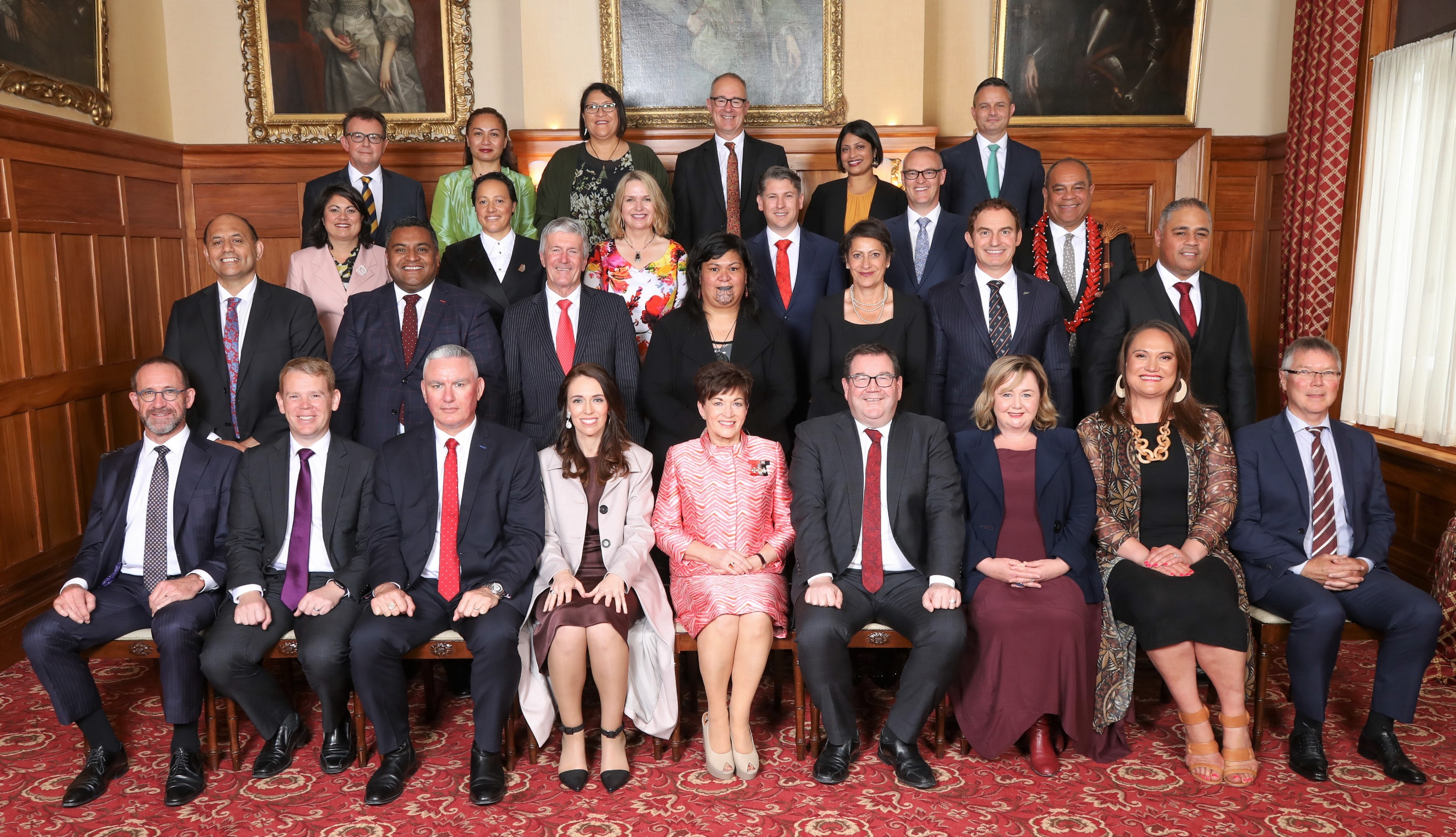
Willie Jackson (2020)
1. von links in der zweiten Reihe

| Minister                            | vom              | bis             |
| ----------------------------------- | ---------------- | --------------- |
| Associate Minister of Justice       | 6. November 2020 | 14. Juni 2022   |
| Minister for Māori Development      | 6. November 2020 | 25. Januar 2023 |
| Associate Minister for ACC          | 6. November 2020 | 25. Januar 2023 |
| Minister for Broadcasting and Media | 14. Juni 2022    | 25. Januar 2023 |

### Ministerämter in der Regierung Hipkins
Mit dem Rücktritt von Jacinda Ardern als Premierministerin in der laufenden Legislaturperiode und der Übernahme des Amtes durch ihren Parteikollegen Chris Hipkins am 25. Januar 2023, blieben alle Ministerämter von Jackson unverändert.
| Minister                                                                    | vom             | bis               |
| --------------------------------------------------------------------------- | --------------- | ----------------- |
| Minister for Broadcasting and Media                                         | 25. Januar 2023 | 27. November 2023 |
| Minister for Māori Development                                              | 25. Januar 2023 | 27. November 2023 |
| Associate Minister for ACC                                                  | 25. Januar 2023 | 27. November 2023 |
| Associate Minister of Housing (Māori Housing)                               | 1. Februar 2023 | 27. November 2023 |
| Associate Minister for Social Development and Employment (Māori Employment) | 1. Februar 2023 | 27. November 2023 |

Quellen: Department of the Prime Minister and Cabinet New Zealand Parliament
Mit der nachfolgenden regulären Parlamentswahl, die am 14. Oktober 2023 stattfand, verlor die Labour Party ihre Regierungsmehrheit an die New Zealand National Party. Seinen Wiedereinzug ins Parlament konnte Jackson nur über die Liste seiner Partei absichern.

## Familie
Willie Jackson ist mit Tania Rangiheuea verheiratet und hat zwei Kinder.